# Carl Thaulow
Carl Thaulow (23 de outubro de 1875 — 30 de maio de 1942) foi um velejador norueguês, campeão olímpico. Ele competiu nos Jogos Olímpicos de Verão de 1912 na classe 12 Metre e conquistou a medalha de ouro na disputa a bordo do Magda IX com Johan Anker, Eilert Falch-Lund, Halfdan Hansen, Magnus Konow, Arnfinn Heje, Alfred Larsen, Nils Bertelsen, Petter Larsen e Christian Staib. Ele era filho do físico Johan Fredrik Thaulow. Em 1901, ele obteve um diploma da Universidade Técnica de Dresden antes de trabalhar nos Estados Unidos por um tempo.